# Pseudotribos
Pseudotribos (букв. «фальшиве жування») — викопний рід ссавців, який мешкав у Північному Китаї під час середньої юри близько 165 мільйонів років тому, можливо, більше пов'язаний з однопрохідними, ніж зі звірами (плацентарними та сумчастими ссавцями), хоча інші дослідження показують, що ці істоти ближчі до звірів, ніж до однопрохідних. Єдиний відомий зразок був знайдений у пласті Даохугоу у Внутрішній Монголії.